# Каренские языки
Каре́нские языки — ветвь языков в составе тибето-бирманской подсемьи. Распространены в южных областях Мьянмы и прилегающих районах Таиланда. Общее число говорящих — 5-7 млн человек, в том числе в Таиланде — 190 тыс. человек.

## Состав
В составе каренских языков выделяются 6—7 групп, которые по-разному объединяются разными исследователями.
- Северная группа: язык пао (таунду) с его диалектами.
- Падаунгская группа: языки каян (падаунг), заейн, геко (язык), йинбо.
- Западная группа: бре, геба, блимо (бве).
- Восточная группа: западный кая, восточный кая, ману, йинтале.
- Группа сго: сго, паку, мопва (палайчи), вево, моннепва и другие языки.
- Группа пво: включает северный пво, западный пво, восточный пво и пхрэ-пво.

Северную группу как правило противопоставляют всем остальным (юго-восточным) языкам. Западная и восточная группа обычно объединяются в центральную (бве); падаунгскую относят либо к ней, либо объединяют с северной; сго и пво обычно составляют южную надгруппу, либо сго относят к центральной.

## Внешняя классификация
Ранее предполагалось, что каренские языки образуют отдельную ветвь сино-тибетских языков, в частности из-за нехарактерного для других тибето-бирманских языков порядка слов в предложении (SVO, «подлежащее + сказуемое + дополнение»). Так, П. К. Бенедикт (США) предполагал существование тибето-каренского генетического единства, разделяющегося на тибето-бирманские языки и каренские языки. Сейчас большинство исследователей (Г. Льюс (Великобритания), Д. Б. Солнит, Г. Тергуд, С. А. Старостин и другие) относят каренские языки к тибето-бирманским языкам, хотя по данным лексикостатистики они являются одной из первых ветвей, отделившихся от остальных тибето-бирманских языков (И. Пейрос).

## Фонетика
Каренские языки — слоговые и тональные. Число тонов от шести (пао, восточный сго) до трёх (бве). Тоны различаются регистром (высокие / средние / низкие) и завершением (смычногортанные / несмычногортанные). Во всех каренских языках слоги открытые, за исключением языка пао, где есть закрытые слоги на -p, -t, -k, -m, -n, -ŋ, и языка пво (-ŋ). Типичны сложные инициали — pr, pl, в сго также pʁ и др. Медиали — i и u. Для каренских языков характерны 9 гласных-централей: ε, e, i, a, ɤ, ɯ, ɔ, o, u. Среди инициалей представлены межзубная t, увулярные, придыхательные; звонкие — часто только b и d. В бве существуют преглоттализованные.

## Морфология
Множественное число у существительных передаётся постпозитивными служебными показателями, их употребление нерегулярно.
Личные местоимения подвергаются изменению в зависимости от числа, лица и синтаксической функции.
Числительные употребляются вместе со счётными словами-классификаторами.
У глагола имеется два времени — настояще-прошедшее и будущее, которые выражаются агглютинативными префиксами.

## Синтаксис
Основная структура предложения — подлежащее — сказуемое — дополнение. Зависимые слова следуют за главными. Показателей подлежащего и дополнений, как правило, нет (в отличие от тибето-бирманских языков), на синтаксическую функцию указывает позиция. Косвенное дополнение располагается ближе к глаголу-сказуемому, прямое — дальше. Развита система сложных предложений. В сложноподчинённых придаточные предложения вводятся служебными словами. Словообразование представлено словосложением и лексикализацией синтаксических конструкций.

## Письменность
Письменности каренских языков разработаны в XIX в. (для восточного пво — в середине XX в.). Языки сго и западный пво, пао, восточный пво пользуются слоговой письменностью на основе бирманской. Для некоторых каренских языков существует письменность на основе латиницы (геба, гекхо) и тайского письма (восточный и северный пво в Таиланде).